# Норберт Шойер
Норберт Шойер (на немски: Norbert Scheuer) е немски писател, автор на романи, разкази и стихотворения.

## Биография и творчество
Норберт Шойер е роден през 1951 г. в Прюм, провинция Рейнланд-Пфалц. След основното си образование завършва обучение за елетротехник. Същевременно учи във вечерна гимназия и издържа изпит по „техническа физика“ в бранденбургския техникум в Изерлон, като завършва с дипломна работа върху „Рентгенов структурален анализ на железни оксиди“.
Следва философия в Дюселдорфския университет и се дипломира като магистър с теза върху Имануел Кант.
Лаконичната лирика и проза на Шойер, публикувани в антологии като „Най-добрите немски разказвачи“ или в литературното списание „Акценте“, се занимават предимно с родното му място, планината Айфел и неговите хора.
Създава си име с романа „Езикът на птиците“ („Die Sprache der Vögel“) (2015), номиниран за „Наградата на Лайпцигския панаир на книгата“.
През 2011 г. Норберт Шойер изнася лекции по поетика в Университета Дуйсбург-Есен. През 2024 г. поема доцентура върху поезията на Томас Клинг в Бонския университет.
Издържа се като програмист в Дойче Телеком. Живее със семейството си в Келдених при планината Айфел.

## Награди и отличия
- 1986: Arbeitsstipendium des Landes Nordrhein-Westfalen
- 1993: Kulturpreis des Kreises Euskirchen
- 2000: Koblenzer Literaturpreis
- 2000: Märkisches Stipendium für Literatur
- 2001: Eifel-Literaturpreis
- 2002: Sonderpreis der Jury zum Buch des Jahres Rheinland-Pfalz
- 2003: „Поощрителна награда Марта Заалфелд“
- 2006: 3sat-Preis към „Награда Ингеборг Бахман“
- 2006: „Награда Георг К. Глазер“
- 2010: Wahl des Romans Überm Rauschen zum Buch für die Stadt 2010 in Köln und der Region
- 2010: „Дюселдорфска литературна награда“
- 2010: Rheinischer Literaturpreis Siegburg für seinen Roman Überm Rauschen
- 2011: poet in residence Universität Duisburg-Essen